# Emilia Butler
Emilia Butler, Countess of Ossory, född 1635, död 1688, var en engelsk adelskvinna och hovfunktionär. Hon stod modell för en Peter Lelys berömda Windsor Beauties. Hon var hovdam åt drottning Katarina av Bragança 1660–1685 och tillhörde de hovdamer som utpekades som katoliker under Popish Plot 1678. 